# Numa Marzocchi de Bellucci
Pour les articles homonymes, voir Marzocchi de Bellucci.
Numa Marzocchi de Bellucci, né à Paris le 31 janvier 1846 et mort le 25 août 1930 à Jaunay-Clan (Vienne), est un peintre français.

## Biographie
Numa Marzocchi de Bellucci est né le 31 janvier 1846 à Paris dans la Rue de La Rochefoucauld.
Issu d'une famille originaire de Florence en Italie, il est le fils du peintre Tito Marzocchi de Bellucci (1800-1871) avec lequel il apprend le métier et de Hyacinthe Tell, une cousine germaine de la mère de Gustave Eiffel.  
Il est admis à l'École nationale supérieure des beaux-arts de Paris dans l'atelier d'Alexandre Cabanel (1823-1889) avec lequel il va se perfectionner.
En 1876, à Alger, il épouse Alexandrine Lucile Esquier, interprète et traductrice d'arabe, dont il a six enfants et dont il se sépare. 
À Alger, il peint des scènes orientalistes (portraits, paysages, intérieurs mauresques, casbah) à partir de 1876.
En 1885, il commence ses recherches sur les fresques « portatives » et, après un voyage à Milan et Assise, il met au point un procédé de fresque sur toile. 
Il se spécialise dans les fresques et son talent est reconnu parmi les artistes si bien que comme l'indique le Bulletin de la Société d'encouragement pour l'industrie nationale de 1895 : « Les travaux de M. Marzocchi portent déjà leurs fruits, et, tant à Paris qu'à Bruxelles, bon nombre d'artistes renommés sont venus lui demander de les initier à ses procédés »  
.
En 1895, la Société d'encouragement pour l'industrie nationale  lui remet une médaille d'or pour ses travaux. 
En 1900, il participe à la décoration du restaurant parisien Le Train bleu de la gare de Lyon avec une toile marouflée, L'Èze, ornant le tympan d'une des salles.
Il occupe un atelier rue Caulaincourt à Paris en 1907. 
En 1908, il épouse en secondes noces Marie Cécile Pousset, artiste-peintre et fille de Me Jules Henri Pousset. Marie Cécile Pousset est descendante du peintre flamand Jean-Jacques Spoede par son grand-père Me Charles Chevalot et veuve de Henri Desgenétais qui fut maire de Bolbec. 
Il achète le château de Chincé à Jaunay-Clan dans lequel il installe un atelier. C’est là qu’il élabore une technique particulière de fresques portatives.  
En 1925, il publie son ouvrage La fresque : moyen de rentoiler sa fresque exécutée sur mur dans le mortier frais : procédé Marzocchi décrivant sa technique de marouflage de fresque
Numa Marzocchi de Bellucci meurt au château de Chincé en 1930 à Jaunay-Clan (Vienne). Il est enterré au Cimetière Notre-Dame de Versailles aux côtés des membres de la famille de son épouse.
Naturalisé français en 1891,  Il a vécu en Algérie, à Paris, au Chesnay et à Poitiers. 

## Quelques Œuvres dans les collections publiques
- Jaunay-Clan, église : Vierge à l'Enfant, 1924, fresque sur toile ;
- Paris :
  - gare de Lyon, restaurant Le Train bleu : Èze, 1900, huile sur toile ;
  - musée d'Orsay :
    - Gustave Eiffel, estampe, 35 × 23,5 cm[8] ;

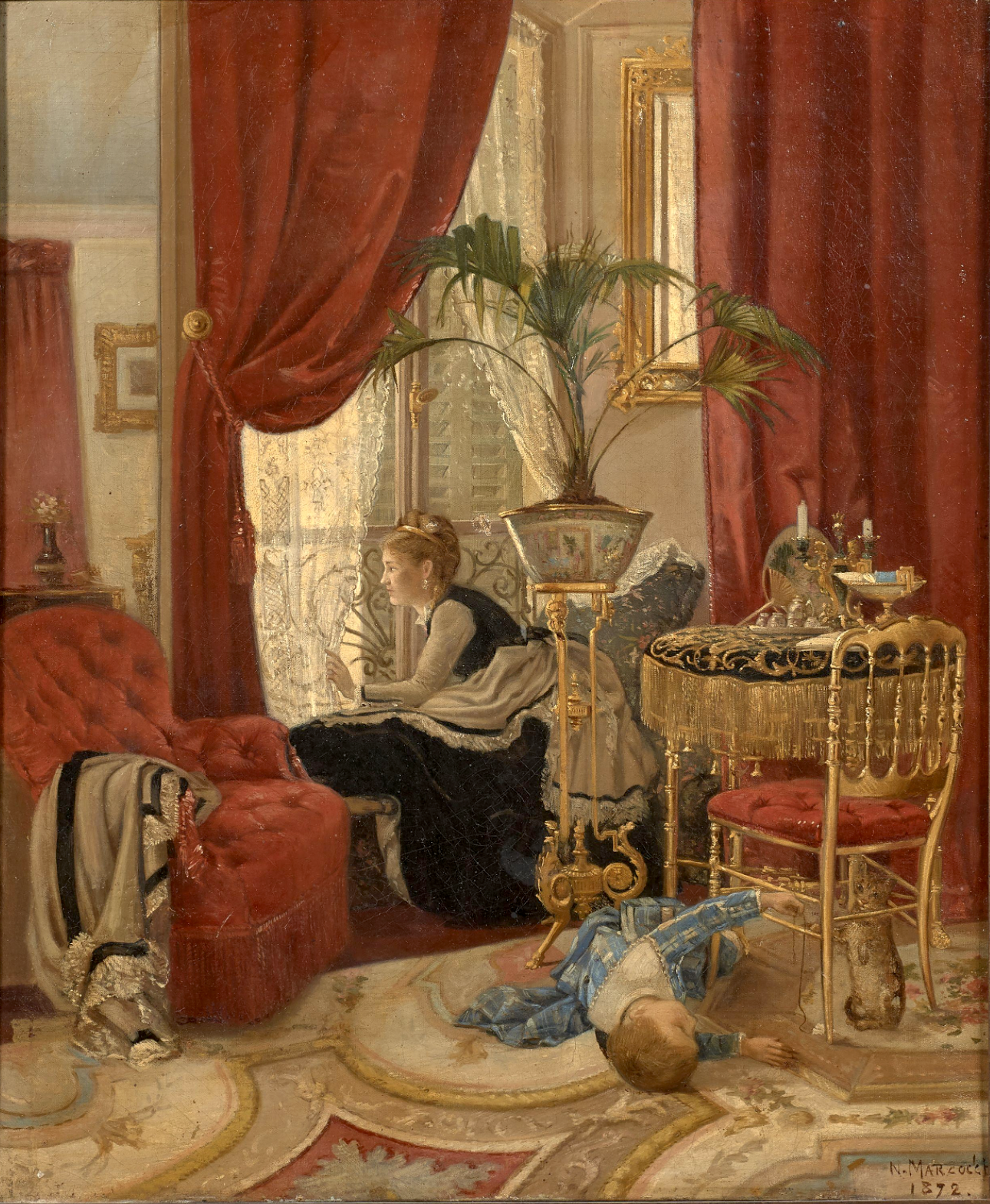
L'Attente, 1872, coll. privée.

    - Gustave Eiffel, estampe, 57 × 40,5 cm[8] ;

## Salons
- Salon des artistes français de 1907 : L'Étang des Dryades ;
- Salon de la Société nationale des beaux-arts ;
- Salon des indépendants de 1922.

## Expositions
- Paris, Exposition du Grand palais des Champs-Élysées, 1878[9]
- 1880 : Exposition d'Alger (Algérie), pavillon des beaux-arts, La Fête d'Aïd-el-Fethour ;
- 1913 : Bruxelles, Cercle artistique, fresques sur toile ;
- septembre 1913 : Paris, galerie Levesque et Cie, quarante neuf fresques sur toile.

## Publication
- La fresque, moyen de rentoiler sa fresque, Paris, Librairie Georges Rapilly, 1925.

## Récompenses
- Médaille d'or de la Société d'encouragement pour l'industrie nationale (juillet 1895)[9].